# SMH Oswald
SMH „Oswald” (Flugzeugmutterschiff III, FS III) – tender wodnosamolotów używany przez Kaiserliche Marine w okresie I wojny światowej.

## Historia
Frachtowiec „Oswestry” został zbudowany w stoczni J. J. Thompson & Sons w Sunderland dla Imperial Steamship Company, statek był wodowany w listopadzie 1905. Statek liczył 112,5 metrów długości, 15,3 metrów szerokości i 6,7 metrów zanurzenia, jego tonaż wynosił 3657 GRT. Napęd stanowiła maszyna parowa potrójnego rozprężania o mocy 2200 IHP z dwoma kotłami napędzające pojedynczą śrubę, prędkość maksymalna statku wynosiła 10 węzłów.
Po wybuchu I wojny światowej przebywający w Danzing „Oswestry”, podobnie jak „Glyndwry”, został internowany. Kaiserliche Marine przejęła statek dopiero w 1917 i początkowo był używany jako tender dla trałowców już pod zmienioną nazwą „Oswald”. Od 19 września do 8 listopada „Oswald” brał udział w operacji Albion w roli transportowca.
Pomiędzy lutym a lipcem 1918 „Oswald” został przystosowany do roli tendra wodnosamolotów w gdańskiej stoczni Danzig Kaiseliche Werft, do służby wszedł 17 lipca jako SMH „Oswald” (Seiner Majestät Hilfsschiff, SMH, Okręt Pomocniczy Jego Cesarskiej Mości). Okręt był wyposażony w samoloty Flugzeugbau Friedrichshafen, głównie Friedrichshafen FF.33.
Pomiędzy 21 lipca a końcem października okręt stacjonował w Sundzie i w południowym Kattegacie, gdzie jego samoloty służyły głównie do eskortowania powracających do bazy okrętów podwodnych. Przy przebudowanie „Oswalda” użyto wszystkich doświadczeń zdobytych przy wcześniejszych operacjach tego typu („Glyndwr”, „Santa Elena”) i „Oswald” był najlepiej wyposażonym i przystosowanym tendrem w służbie Kaiserliche Marine, ale podobnie jak wszystkie tendry przebudowane ze statków handlowych był zbyt powolny, aby mógł służyć z głównymi siłami Floty.
Po zakończeniu wojny okręt został przekazany 18 grudnia 1919 do Wielkiej Brytanii, a w 1924 został sprzedany japońskim liniom żeglugowym Dairen Kisen, gdzie służył jako „Eian Maru”. „Eian Maru” został zatopiony przez amerykańskie samoloty 25 lipca 1945.